# Лердо
Лердо (исп. Lerdo) — город в Мексике, входит в штат Дуранго. Население 96 243 человека.

## Города-побратимы

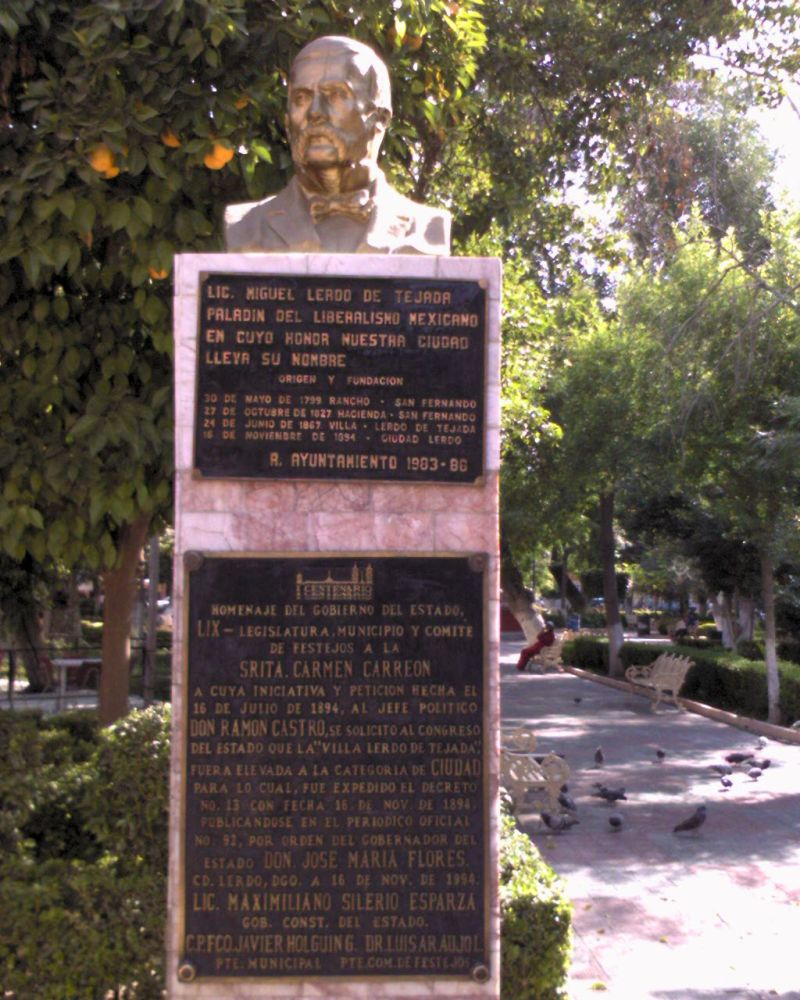
Лердо

- Лас-Крусес (США)